# Малышевский сельсовет (Новосибирская область)
Малышевский сельсовет — сельское поселение в Сузунском районе Новосибирской области Российской Федерации.
Административный центр — село Малышево.

## История
Статус и границы сельского поселения установлены Законом Новосибирской области от 2 июня 2004 года № 200-ОЗ «О статусе и границах муниципальных образований Новосибирской области»

## Население
| 2002 | 2010 | 2012 | 2013 | 2014 | 2015 | 2016 |
| ---- | ---- | ---- | ---- | ---- | ---- | ---- |
| 1013 | ↘837 | ↗851 | ↘838 | ↘824 | ↘816 | ↘810 |
| 2017 | 2018 | 2019 | 2020 | 2021 |      |      |
| ↘799 | ↘792 | ↘784 | ↘762 | ↘741 |      |      |

## Состав сельского поселения
| № | Населённый пункт | Тип населённого пункта       | Население |
| - | ---------------- | ---------------------------- | --------- |
| 1 | Клыгино          | населённый пункт             | ↘20       |
| 2 | Малышево         | село, административный центр | ↘624      |
| 3 | Нижний Сузун     | село                         | ↘31       |
| 4 | Поротниково      | деревня                      | ↘162      |

### Упразднённые населённые пункты
Бакен Косачева — упразднён в 1971 году